# Spoorlijn 116 (België)
Spoorlijn 116 is een Belgische spoorlijn die Manage met La Louvière verbindt. Deze spoorlijn is 8,0 km lang, dubbelsporig en geëlektrificeerd.

## Geschiedenis
De lijn werd geopend op 29 januari 1848. De aansluiting in Manage op lijn 117 is voor 1905 verlegd.

## Treindiensten
De NMBS verzorgt het personenvervoer met IC, L-, Piekuurtrein en S- treinen.
| Serie       | Treinsoort               | Route | Bijzonderheden                                                         |
| ----------- | ------------------------ | --- | ---------------------------------------------------------------------- |
| IC 11       | Intercity (NMBS)         | Binche – La Louvière-Centrum – Brussel-Zuid – Schaarbeek [ – Mechelen – Turnhout ]                                                           | Rijdt in het weekend tussen Binche en Schaarbeek.                      |
| IC 19       | Intercity (NMBS)         | Kortrijk – Moeskroen – Herzeeuw – Froyennes – /Doornik – Bergen – Charleroi-Centraal – Namen                                                 | Eerst en laatste ritten van/naar Kortrijk.                             |
| IC 22       | Intercity (NMBS)         | Brussel-Zuid – Mechelen – Antwerpen-Centraal                                                                                                 |                                                                        |
| IC 25       | Intercity (NMBS)         | Moeskroen – Doornik – Bergen – Charleroi-Centraal – Namen – Luik-Guillemins – Herstal – Liers                                                | Rijdt in het weekend tussen Moeskroen en Liers.                        |
| L 4350C     | L-trein (NMBS)           | Charleroi-Centraal – Luttre – Manage – La Louvière-Centrum                                                                                   | Rijdt op werkdagen tussen 's-Gravenbrakel en Manage.                   |
| P 7740/8740 | Piekuurtrein (NMBS)      | Binche – La Louvière-Centrum – Brussel-Zuid – Schaarbeek                                                                                     | Rijdt alleen op werkdagen.                                             |
| P 7770/8770 | Piekuurtrein (NMBS)      | [ Manage – [ Luttre ] / [ Bergen – Quévy ] / [ 's-Gravenbrakel ] ] / [ La Louvière-Zuid – [ Bergen ] / [ Luttre ] / [ Charleroi-Centraal ] ] | Rijdt alleen op werkdagen.                                             |
| S 62        | S-trein Charleroi (NMBS) | Luttre – Manage – La Louvière-Centrum – Charleroi-Centraal                                                                                   | Rijdt in het weekend tussen La Louvière-Centrum en Charleroi-Centraal. |

## Aansluitingen
In de volgende plaatsen is of was er een aansluiting op de volgende spoorlijnen:
Manage
Spoorlijn 113 tussen Manage en Piéton
Spoorlijn 117 tussen 's-Gravenbrakel en Luttre
Spoorlijn 141 tussen Manage en Court-Saint-Etienne
La Louvière-Centrum
Spoorlijn 112 tussen Marchienne-Pont en La Louvière-Centrum
Spoorlijn 183 tussen La Louvière-Centrum en Bascoup
Y La Paix
Spoorlijn 118 tussen Y Saint-Vaast en Bergen

## Verbindingsspoor
116/1 : Y Familleureux (lijn 117) - Y Bois d'Haine (lijn 116)